# Aubinger Heizkraftwerk
Das ehemalige Aubinger Heizkraftwerk ist ein Industriegebäude im Münchner Stadtteil Aubing, das seit 2007 unter Denkmalschutz steht (Denkmalliste D-1-62-000-8068). Seit 2024 beherbergt es das Bergson Kunstkraftwerk.

## Geschichte
Das Kraftwerk wurde 1937 als Teil einer unvollendet gebliebenen Industrieanlage der Reichsbahn geplant und ab 1940 gebaut. Zuvor wurden archäologische Ausgrabungen durchgeführt, um Teile eines bajuwarischen Gräberfelds zu erschließen (siehe den Abschnitt Archäologische Funde in Geschichte Aubings). Während des Zweiten Weltkriegs wurden die Reichsbahnanlagen in Aubing bombardiert, nach Kriegsende blieb die Anlage zunächst ungenutzt. 
Um 1955 erfolgte durch die Deutsche Bundesbahn ein Umbau der Halle zum Heizwerk. Da in der Anlage nur Wärme, aber kein Strom erzeugt wurde, handelte es sich nicht um ein Heizkraftwerk.
Nach der Stilllegung 1964 verfiel die Halle zur Industrieruine.

### Ab 1990er Jahre: Umnutzung, Verkauf
In den 1990er Jahren fanden Techno-Partys im Gebäude statt, unter anderem mit Monika Kruse als DJ.
2005 verkaufte die damalige Bahngesellschaft Vivico die Halle mit dem 20000 Quadratmeter großen Gelände mit geschütztem Baumbestand an die Mineralölfirma und Tankstellenbetreiberin Allguth, die hier eine Firmenzentrale einrichten wollte. Die Planung wurde vom Münchner Architekturbüro Haack und Höpfner durchgeführt, 2006 wurde ein Bauantrag eingereicht. Zum Baubeginn kam es trotz Genehmigung jedoch nicht, stattdessen verkaufte Allguth Ende 2010/Anfang 2011 wieder. Im März 2011 war der neue Besitzer nicht bekannt. Später war die Allguth GmbH wieder Eigentümer.

### 2024: Bergson Kunstkraftwerk

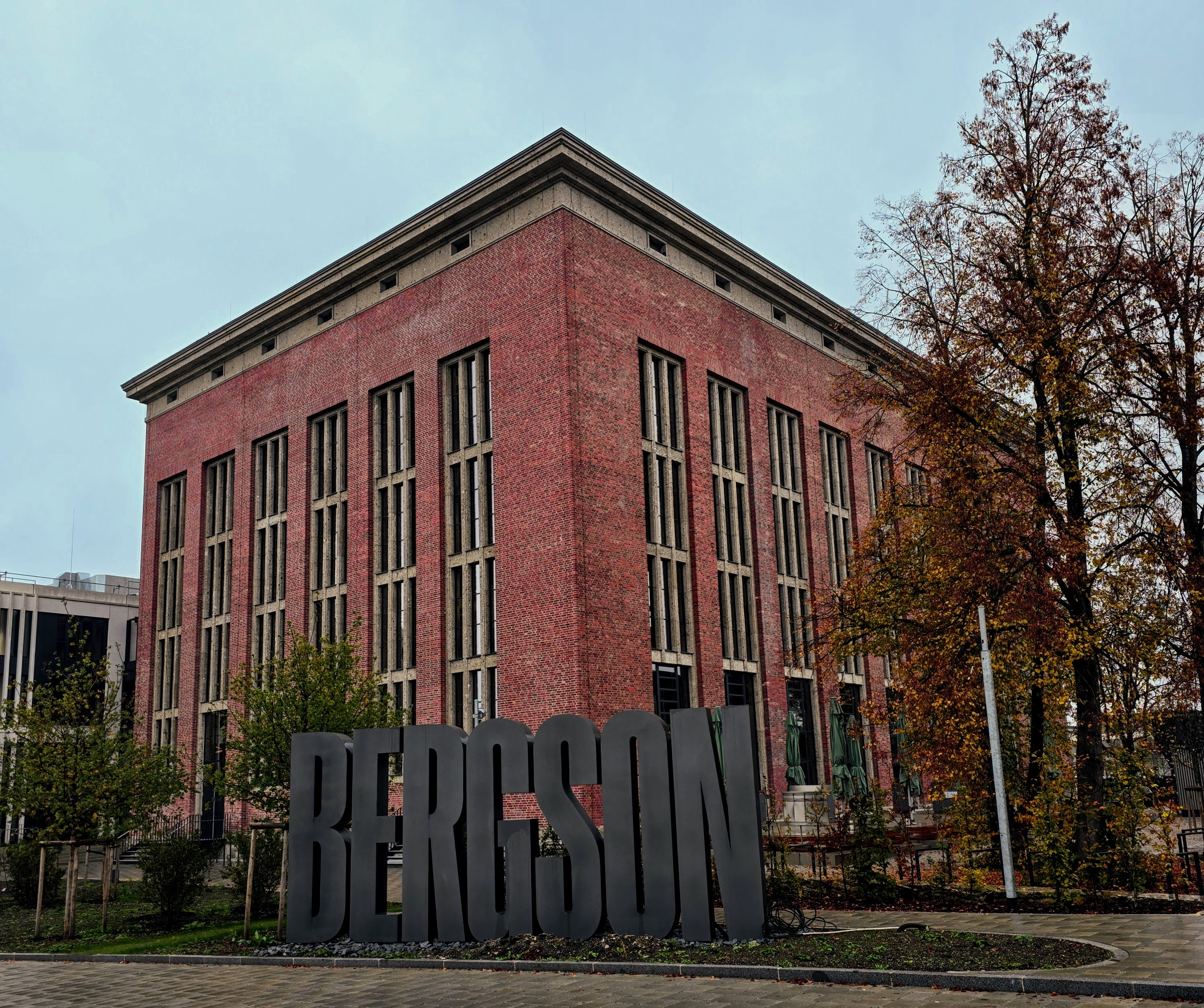
Bergson Kunstkraftwerk, Herbst 2024

Für 80 Millionen € wurde das Heizwerk zum Bergson Kunstkraftwerk vom Architekturbüro Stenger2 umgebaut, ein Kulturzentrum mit Galerie, Jazzkeller, Restaurant und einen Konzertsaal für 400 Besucher. Der Name  bezieht sich auf den französischen Philosophen und Literatur-Nobelpreisträger Henri Bergson (1859–1941), der auch Namensgeber für die 100 Meter entfernte Bergsonstraße war.
Das Kulturzentrum mit dem Restaurant Zeitlang (bairisch für Sehnsucht, Heimweh) eröffnete im April 2024. Betreiber ist die Bergson GmbH mit den Geschäftsführern Matthias Altmann, Alexander Friedemann und Roman Sladek.

## Architektur
Die Halle ist 45 Meter breit und 25 Meter hoch. Die Fassade der drei im Originalzustand erhaltenen Gebäudeseiten besteht aus Ziegelmauerwerk, das von 20 Meter hohen Fensterbändern dominiert wird. Die Fenstergewände und das neoklassizistische Kranzgesims am Dach bestehen aus Nagelfluh. Die Westfassade ist dagegen eine Behelfskonstruktion aus den 1950er Jahren. Der schlechte Erhaltungszustand der Halle, besonders des Daches, war im November 2010 Thema im zuständigen Bezirksausschuss Aubing-Lochhausen-Langwied.

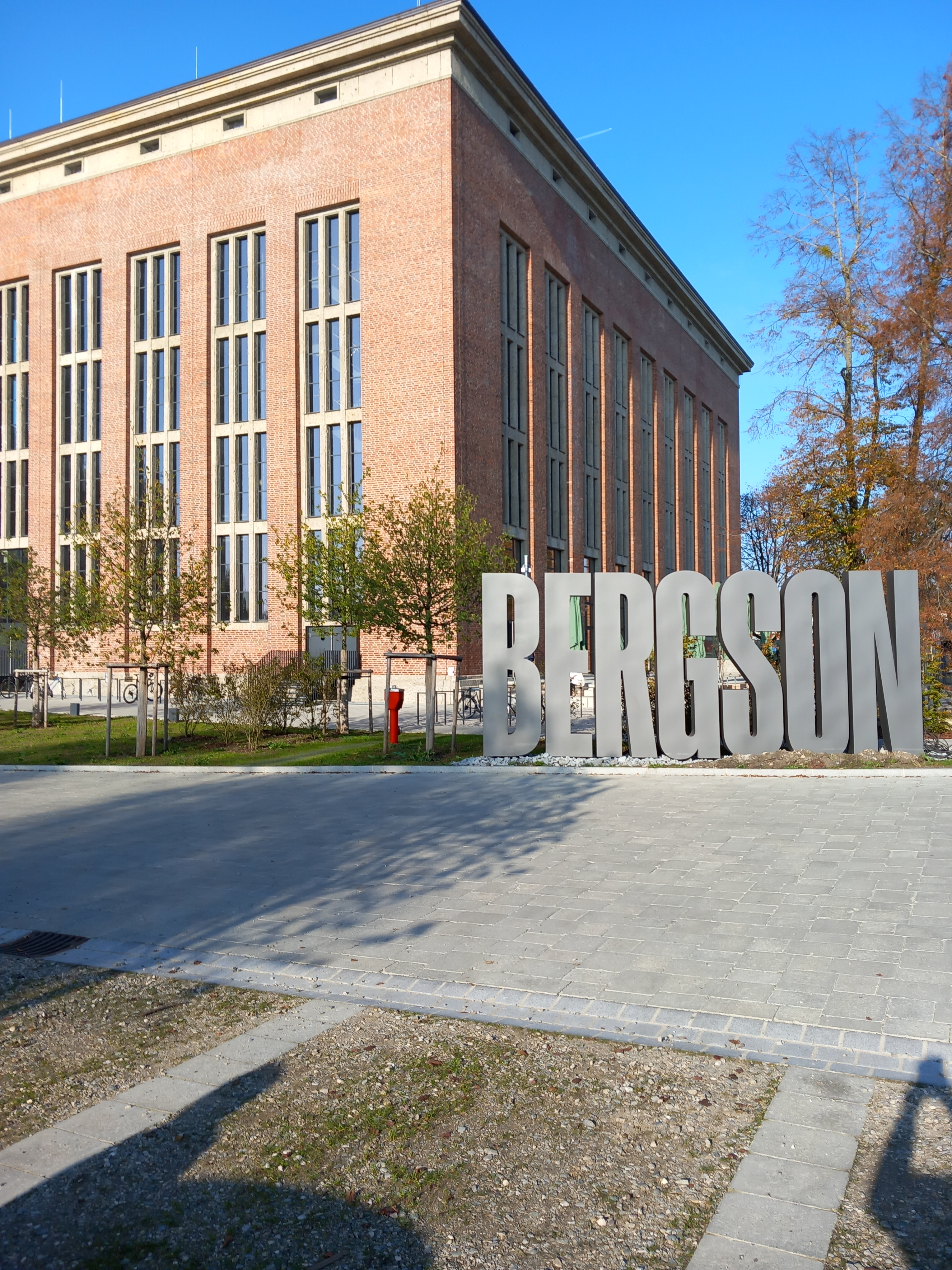
Ansicht Oktober 2024
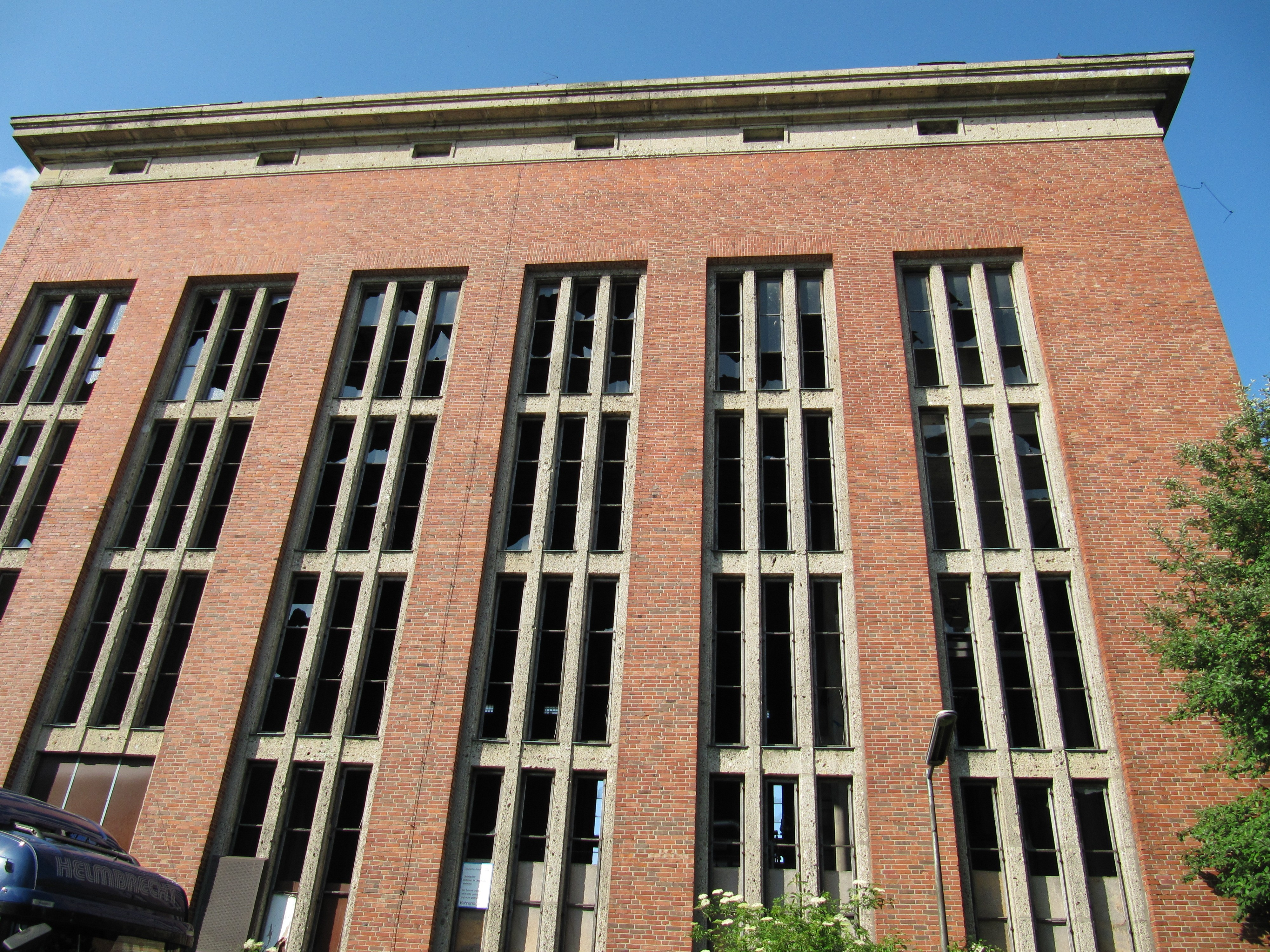
Südfassade (2012)
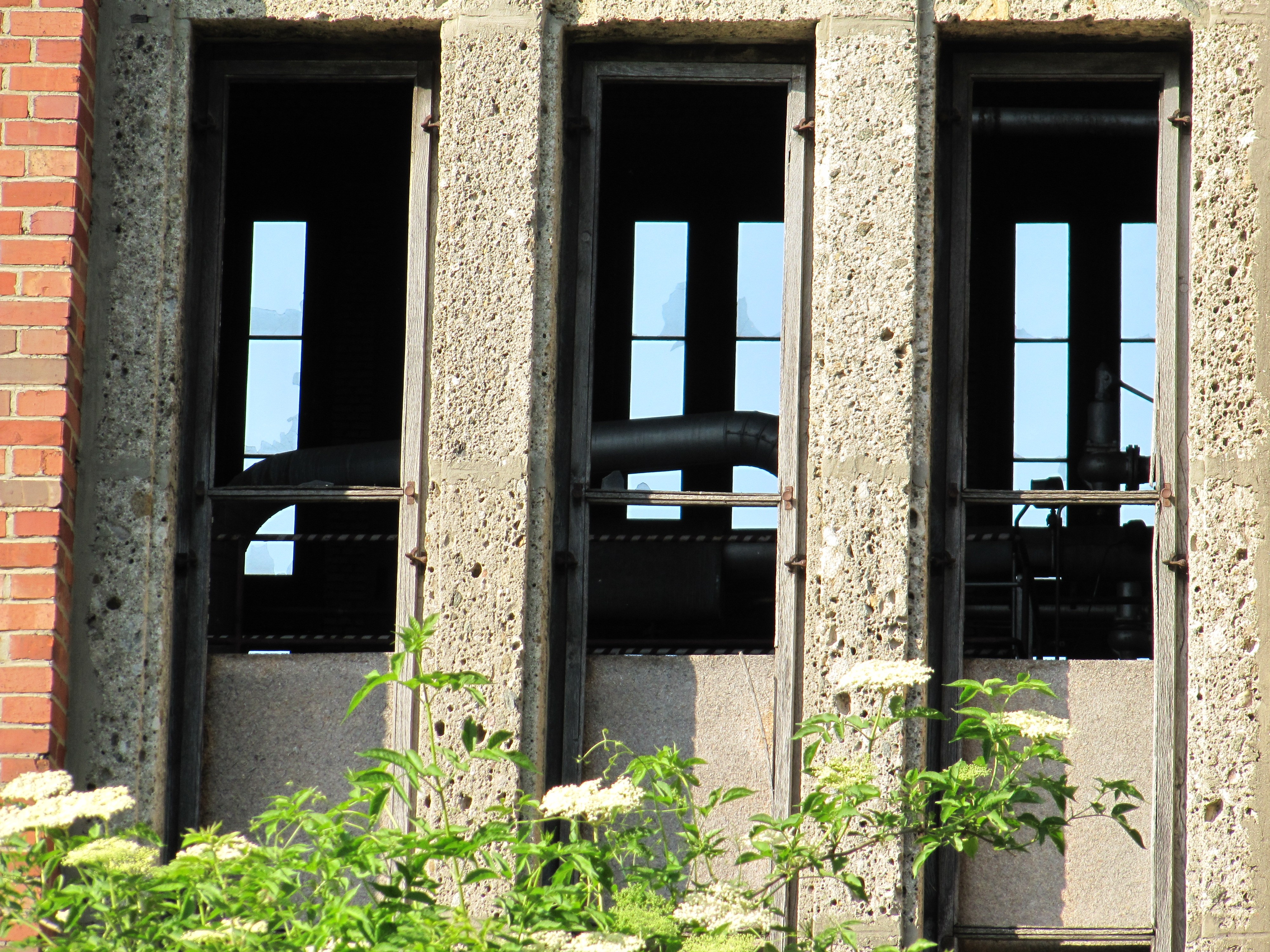
Innenansicht von Süden (2012)
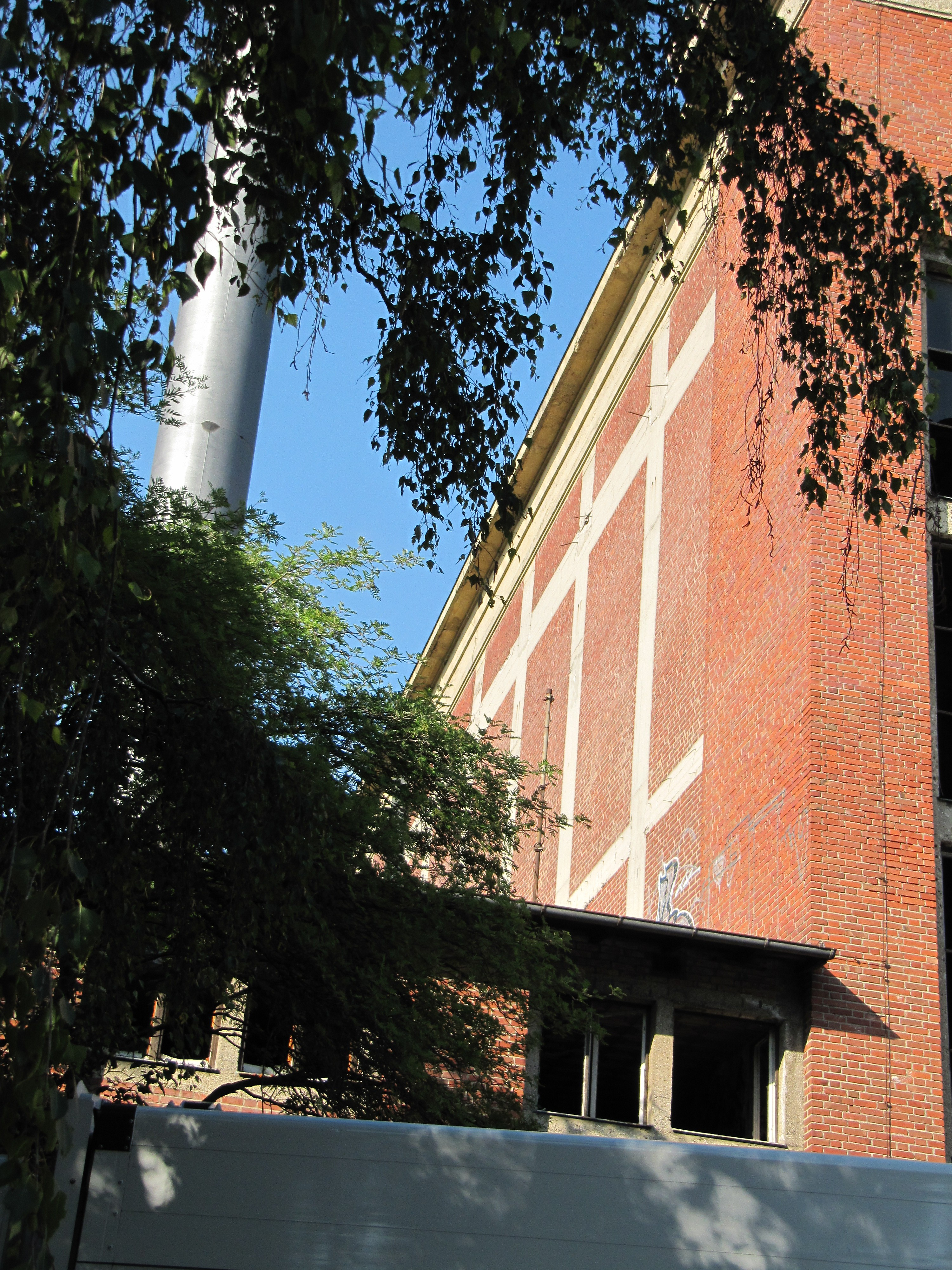
Westfassade ohne Fenster (2012)
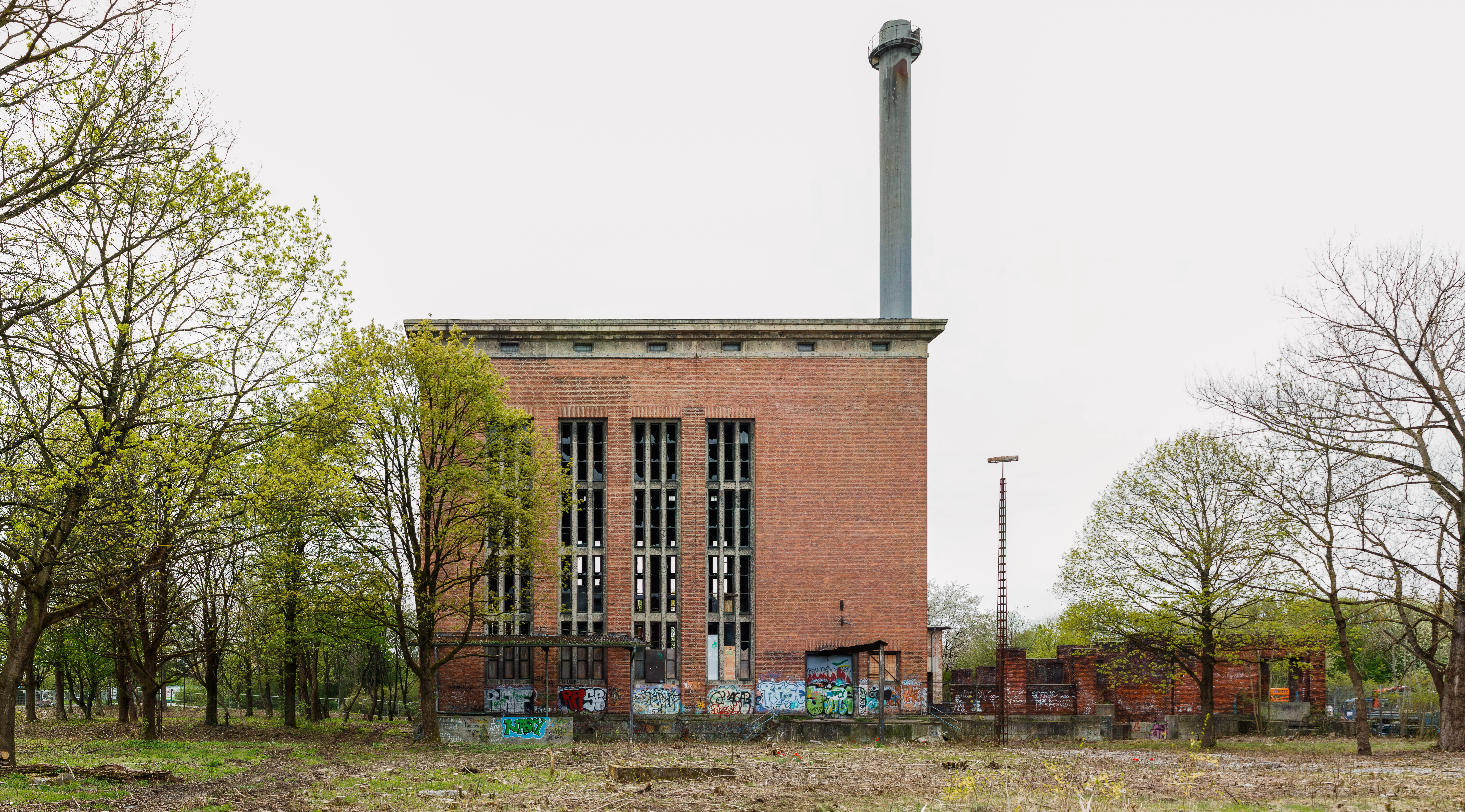
Ansicht von Norden (2015)